# Torandougou
Torandougou är en ort i Burkina Faso.   Den ligger i regionen Cascades, i den sydvästra delen av landet, 400 km sydväst om huvudstaden Ouagadougou. Torandougou ligger 285 meter över havet och antalet invånare är 1 449.
Terrängen runt Torandougou är platt. Runt Torandougou är det glesbefolkat, med 15 invånare per kvadratkilometer.. Närmaste större samhälle är Farakorosso, 10,4 km sydost om Torandougou.
Omgivningarna runt Torandougou är huvudsakligen savann.